# Samaiões
Samaiões era una freguesia portuguesa del municipio de Chaves, distrito de Vila Real.

## Geografía
Samaiões hasta 2013 era un ejemplo de freguesia mixta rural y urbana, pues su zona norte formaba parte del casco urbano de Chaves, mientras la zona sur se adentraba en la vega, siendo la única freguesia del municipio que se extiende a ambas márgenes del río Támega. En esa zona sur se encontraban las tres aldeas de la freguesia: la propia Samaiões (situada a 5 km de Chaves), Izei y Outeiro Jusão. A partir del año 2013 la zona norte pasó a formar parte de la freguesia de Santa Maria Maior.

## Historia
Fue suprimida el 28 de enero de 2013, en aplicación de una resolución de la Asamblea de la República portuguesa promulgada el 16 de enero de 2013 al unirse a la freguesia de Madalena, formando la nueva freguesia de Madalena e Samaiões, exceptuando la zona situada en la margen derecha del río Tâmega que pasó a formar parte de la freguesia de Santa Maria Maior.

## Patrimonio
En el patrimonio histórico-artístico de la freguesia destacan la iglesia parroquial de estilo barroco, dedicada a N.ª Sra. de la Expectación, la capilla del Señor de los Afligidos y varias quintas señoriales, alguna de ellas transformada en establecimiento de turismo rural.